# Préfecture de Ramhormoz
La préfecture de Ramhormoz est l'une des 30 préfectures de la province du Khouzistan en Iran. Elle est divisée en quatre districts (bakhsh). Son chef-lieu est Ramhormoz.